# Cefazedone
Cefazedone là một loại kháng sinh cephalosporin.